# Gunung Besar
Gunung Besar is een bestuurslaag in het regentschap Bengkulu Utara van de provincie Bengkulu, Indonesië. Gunung Besar telt 527 inwoners (volkstelling 2010).